# Azara dentata
Azara dentata es una especie de arbusto perteneciente al género Azara, en la familia Salicaceae.

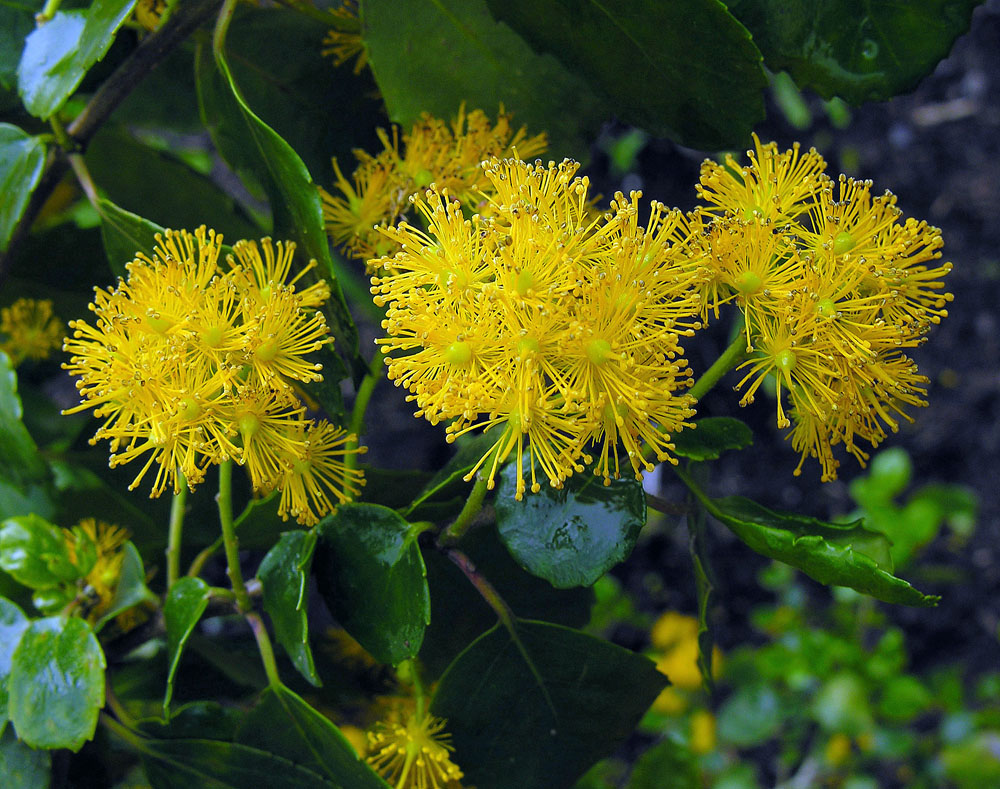
Inflorescencia

## Descripción
Esta especie es endémica de Chile, se encuentra desde la Región de Coquimbo hasta Valdivia. Habita principalmente en laderas asoleadas de la pre-cordillera andina. Es un arbusto que alcanza hasta los 2,5 metros de altura. Tiene las hojas alternas de color verde y flores hermafroditas de color amarillo, que florecen en primavera. El fruto es una baya de color anaranjado, que madura en verano.

## Taxonomía
Azara dentata fue descrita por Ruiz & Pav. y publicado en Systema Vegetabilium Florae Peruvianae et Chilensis 138, en el año 1798.
Etimología
Azara, fue nombrada en honor al científico español Félix de Azara.
dentata, es un epíteto que se refiere a los márgenes de sus hojas que son dentados. 
Sinonimia
- Azara celastrina var. tomentosa (Bertero ex Steud.) Reiche
- Azara tomentosa Bertero ex Steud.[3]

Nombres comunes
- Castellano: Corcolén blanco, corcolén, aromo, aromo de castilla.